# Agabus maderensis
Agabus (Gaurodytes) maderensis – gatunek wodnego chrząszcza z rodziny pływakowatych i podrodziny Agabinae.

## Taksonomia
Gatunek ten został opisany w 1854 roku przez Thomasa Vernona Wollastona w Insecta maderensia. W obrębie rodzaju Agabus zaliczany jest do podrodzaju Gaurodytes i grupy gatunków Agabus guttatus-group.

## Opis
Ciało w zarysie podłużne, ciemnosmoliście ubarwione, u obu płci niezbyt silnie błyszczące, słabiej wypukłe niż u A. nebulosus, ale silniej niż u ruczajnika pospolitego (A. bipustulatus). Głowa z rdzawomatowymi elementami aparatu gębowego i poprzecznymi łatkami z tyłu przedniej jej części. Przedplecze z przodu z rdzawym poszerzeniem, a wzdłuż tylnego brzegu ze słabo wgłębioną poprzeczną linią. Rzeźba przedplecza wyraźnie pomarszczona z kilkoma rozproszonymi punktami ku tylnym kątom. Pokrywy raczej chropowate, pomarszczone. Punktowanie pokryw rozproszone z tendencją do formowania 3-4 rzędów na każdej, z których te przyszwowe są najlepiej widoczne. Odnóża i czułki rdzawe.

## Rozprzestrzenienie
Gatunek endemiczny dla portugalskiej Madery.